# Nasakirali
Nasakirali (Georgisch: ნასაკირალი) of ook wel Kveda Nasakirali (ქვედა ნასაკირალი, Neder Nasakirali) is een 'nederzetting met stedelijk karakter' (დაბა, daba) in het zuidwesten van Georgië met ruim 2500 inwoners (2024), gelegen in de gemeente Ozoergeti van de regio (mchare) Goeria.
Nasakirali is gesitueerd op ongeveer 125 meter boven zeeniveau in een glooiend gebied boven de rivier Soepsa, dat de overgang vormt tussen het Koboeleti -laagland en het Meschetigebergte. De nederzetting ligt zes kilometer ten noorden van de regiohoofdstad en het gemeentelijk centrum Ozoergeti. De oorspronkelijke naam van Nasakirali is Kveda Nasakirali, ter onderscheid van de kleine naburige nederzetting Nasakirali vier kilometer naar het oosten.

## Geschiedenis
Nasakirali ontstond rond 1929 door de theecultivering in Goeria en bestond uit twee nederzettingen: Nasakirali en Kveda (Neder) Nasakirali. Het gebied was eerder dichtbebost, wat voor de cultivering werd gekapt. De naam Nasakirali is afkomstig van kalksteenwinning die eerder in het gebied plaatsvond. Kveda Nasakirali werd bij het dorp Melekedoeri ingedeeld terwijl de nederzetting Nasakirali bij Dzimit werd ingedeeld. Er kwamen theeplantages en het dorp had inwoners van vele nationaliteiten.
Kveda Nasakirali werd in 1976 bestuurlijk van Melekedoeri gescheiden en werd gepromoveerd naar 'nederzetting met stedelijk karakter' (დაბა, daba). Doorgaans wordt het daba met enkel Nasakirali aangeduid, en staat ook zo geregistreerd in het gemeentelijk register.
In de jaren 1950 werd in Nasakirali een Balneologisch kuuroord ontwikkeld. In 1969 werden honderden families uit Adzjarië hervestigd in Nasakirali, en kwamen in de jaren 1970 ook tientallen Mescheten in Nasakirali te wonen die uit Centraal-Azie terug mochten verhuizen naar Georgië. Bij het dorp Nasakirali staat boven de Soepsa-rivier een obelisk uit 1955 ter nagedachtenis aan de Nasakiralislag in 1905 van het Russische leger tegen de boeren uit Goeria die de Goeriaanse Republiek hadden uitgeroepen.

## Demografie
Per 1 januari 2024 had Nasakirali 2.547 inwoners, een daling van 12% ten opzichte van de volkstelling van 2014.
| Aantal                                 | 2.290 | 2.616 | 2.550 | 2.898 | 2.550 | 2.547 |
| Verantwoording data: Steden en daba's. |       |       |       |       |       |       |

### Etniciteit en religie
De nederzetting bestond volgens de volkstelling van 2014 vrijwel geheel uit etnisch Georgiërs (98,5%), waarbij het overige deel van de bevolking uit Armeniërs en Russen bestond. Er wonen in de Nasakirali veel Georgische moslims (Adzjaren), wat ook blijkt uit de moskee die rond 2017 werd gerenoveerd en waarin maximaal 700 mensen plaats kunnen nemen. Het is daarmee een van de grootste moskeeën in west-Georgië.

## Vervoer
(Kveda) Nasakirali is bereikbaar vanaf Ozoergeti via een lokale weg die aftakt van de nationale route Sh82. Het dichtstbijzijnde spoorwegstation ligt op zeven kilometer afstand in Ozoergeti, waar dagelijks treinen vertrekken naar Batoemi en Tbilisi.